# Arend Friedrich August Wiegmann
Arend Friedrich August Wiegmann (2 de juny de 1802 - 15 de gener de 1841) va ser un zoòleg alemany, nadiu de Braunschweig.
Va estudiar medicina i filologia a la Universitat de Leipzig, i més tard va ser assistent de Martin Lichtenstein (1780-1857) a Berlín. L'any 1828 és professor a Colònia, i dos anys més tard va ser professor extraordinari a la Universitat Humboldt de Berlín.
Weigmann es va especialitzar en l'estudi d'herpetologia, carcinologia i de teriologia. L'any 1835, va fundar, juntament amb altres estudiosos, la revista zoològica Archiv für Naturgeschichte, també coneguda en el món anglosaxó com a Wiegmann's Archive. Amb Johann Friedrich Ruthe (1788-1859) va escriure un important llibre sobre zoologia anomenat Handbuch der Zoologie, i l'any 1834 Wiegmann va publicar Herpetologia Mexicana, una monografia sobre rèptils de Mèxic.
Va morir de tuberculosis l'any 1841 a Berlín.
- Nota: no confondre amb el seu pare Arend Friedrich Wiegmann (1771-1853), un investigador alemany en genètica.

## Obra
- Observationes Zoologicae Criticae In Aristotelis Historiam Animalium. Dissertació, 39 pàg. Berlín 1826 en línia[Enllaç no actiu]

- Amb Johann Friedrich Ruthe. Handbuch der Zoologie, Berlin 1832; va continuar Franz Hermann Troschel (en línia, versió 2ª ed. 1843

- Herpetologia Mexicana, Berlin. 34 pàg. 1834

- Archiv für Naturgeschichte, primer any 1835

- Synopsis novorum, generum, specierum et varietatum, testaceorum viventium anno 1834 promulgatorum: adjectis iis quae in diariis societatis zoologicae Londinensis ab anno 1830 editis relata sunt. Supplementi boig ad. ill. Wiegmann historiae naturalis promtuarium. Editor F. Nicolai, 256 pàg. 1836 en línia[Enllaç no actiu]

- Die Krankheiten und krankhaften Mib︣ildungen der Gewächse: mit Angabe der Ursachen und der Heilung oder Verhütung derselben, sota wie über einige den Gewächsen schädliche Thiere und deren Vertilgung : ein Handbuch für Landwirthe, Gärtner, Gartenliebhaber und Forstmänner. Editor Vieweg, 176 pàg. 1839 en línia[Enllaç no actiu]

## Espècies descrites per Wiegmann
De les moltes espècies de rèptils que va descriure, 55 són encara considerat vàlides.
- Gerrhonotus liocephalus 1828
- Heloderma horridum, verinós llangardaix mexicà, 1829
- Pelodiscus sinensis, 1834[2]
- Laemanctus longipes, 1834
- Scincus hemprichii, 1837

També va descriure diverses espècies noves d'amfibis.